# Ayase Ueda
Ayase Ueda (上田 綺世, Ueda Ayase), né le 28 août 1998, est un footballeur international japonais qui joue au poste d'attaquant au Feyenoord Rotterdam.

## Biographie

### En club
Ueda commence sa carrière professionnelle en 2019 avec le club du Kashima Antlers.

### En équipe nationale
Le 17 juin 2019, il fait ses débuts avec l'équipe nationale japonaise lors de la Copa América 2019, contre l'équipe du Chili. Le 1er novembre 2022, il est sélectionné par Hajime Moriyasu pour participer à la Coupe du monde 2022.
Ueda inscrit un triplé le 16 novembre 2023 contre la Birmanie dans le cadre des éliminatoires de la Coupe du monde 2026 (victoire 5-0).
Le 1er janvier 2024, il est retenu dans la liste des vingt-six joueurs japonais sélectionnés par Hajime Moriyasu pour disputer la Coupe d'Asie des nations 2023.

## Statistiques

### Détaillées
| Saison                | Club                  | Championnat           | Championnat | Championnat | Championnat | Coupe nationale | Coupe nationale | Coupe nationale | Coupe de la Ligue | Coupe de la Ligue | Coupe de la Ligue | Supercoupe | Supercoupe | Supercoupe | Compétition(s) continentale(s) | Compétition(s) continentale(s) | Compétition(s) continentale(s) | Compétition(s) continentale(s) | Total | Total | Total |
| Saison                | Club                  | Division              | M.          | B.          | P.d.        | M.              | B.              | P.d.            | M.                | B.                | P.d.              | M.         | B.         | P.d.       | Comp.                          | M.                             | B.                             | P.d.                           | M.    | B.    | P.d.  |
| 2019                  | Kashima Antlers       | J1 League             | 13          | 4           | 1           | -               | -               | -               | 2                 | 0                 | 0                 | -          | -          | -          | ACL                            | 2                              | 0                              | 0                              | 17    | 4     | 1     |
| 2020                  | Kashima Antlers       | J1 League             | 26          | 10          | 1           | -               | -               | -               | 1                 | 0                 | 0                 | -          | -          | -          | -                              | -                              | -                              | -                              | 27    | 10    | 1     |
| 2021                  | Kashima Antlers       | J1 League             | 29          | 14          | 1           | 3               | 3               | 0               | 4                 | 2                 | 0                 | -          | -          | -          | -                              | -                              | -                              | -                              | 36    | 19    | 1     |
| 2022                  | Kashima Antlers       | J1 League             | 18          | 10          | 1           | 1               | 1               | 0               | 4                 | 3                 | 1                 | -          | -          | -          | -                              | -                              | -                              | -                              | 23    | 14    | 2     |
| Sous-total            | Sous-total            | Sous-total            | 86          | 38          | 4           | 4               | 4               | 0               | 11                | 5                 | 1                 | -          | -          | -          | -                              | 2                              | 0                              | 0                              | 103   | 47    | 5     |
| 2022-2023             | Cercle Bruges KSV     | Jupiler Pro League    | 40          | 22          | 2           | 2               | 1               | 0               | -                 | -                 | -                 | -          | -          | -          | -                              | -                              | -                              | -                              | 42    | 23    | 2     |
| 2023-2024             | Feyenoord Rotterdam   | Eredivisie            | 26          | 5           | 2           | 4               | 0               | 0               | -                 | -                 | -                 | -          | -          | -          | C1+C3                          | 5+2                            | 0+0                            | 0+0                            | 37    | 5     | 2     |
| 2024-2025             | Feyenoord Rotterdam   | Eredivisie            | 21          | 7           | 1           | 1               | 0               | 0               | -                 | -                 | -                 | 1          | 0          | 1          | C1                             | 8                              | 2                              | 0                              | 31    | 9     | 2     |
| 2025-2026             | Feyenoord Rotterdam   | Eredivisie            | 2           | 2           | 0           | 0               | 0               | 0               | -                 | -                 | -                 | -          | -          | -          | C1                             | 1                              | 0                              | 0                              | 3     | 2     | 0     |
| Sous-total            | Sous-total            | Sous-total            | 49          | 14          | 3           | 5               | 0               | 0               | 0                 | 0                 | 0                 | 1          | 0          | 1          | -                              | 16                             | 2                              | 0                              | 71    | 16    | 4     |
| Total sur la carrière | Total sur la carrière | Total sur la carrière | 175         | 74          | 9           | 11              | 5               | 0               | 11                | 5                 | 1                 | 1          | 0          | 1          | -                              | 18                             | 2                              | 0                              | 216   | 86    | 11    |

### En sélection
| Saison                | Sélection             | Phases finales             | Phases finales | Phases finales | Phases finales | Éliminatoires | Éliminatoires | Éliminatoires | Éliminatoires | Amicaux | Amicaux | Amicaux | Total | Total | Total |
| Saison                | Sélection             | Comp.                      | M.             | B.             | P.d.           | Comp.         | M.            | B.            | P.d.          | M.      | B.      | P.d.    | M.    | B.    | P.d.  |
| --------------------- | --------------------- | -------------------------- | -------------- | -------------- | -------------- | ------------- | ------------- | ------------- | ------------- | ------- | ------- | ------- | ----- | ----- | ----- |
| 2019                  | Japon                 | Copa América 2019          | 3              | 0              | 0              | CdM 2022      | -             | -             | -             | -       | -       | -       | 6     | 0     | 0     |
| 2019                  | Japon                 | Coupe d'Asie de l'Est 2019 | 3              | 0              | 0              | CdM 2022      | -             | -             | -             | -       | -       | -       | 6     | 0     | 0     |
| 2020                  | Japon                 | -                          | -              | -              | -              | CdM 2022      | -             | -             | -             | -       | -       | -       | 0     | 0     | 0     |
| 2021                  | Japon                 |                            |                |                |                | CdM 2022      | -             | -             | -             | -       | -       | -       | 0     | 0     | 0     |
| 2022                  | Japon                 | Coupe d'Asie de l'Est 2022 | -              | -              | -              | CdM 2022      | 2             | 0             | 0             | 3       | 0       | 0       | 6     | 0     | 0     |
| 2022                  | Japon                 | Coupe du monde 2022        | 1              | 0              | 0              | CdM 2022      | 2             | 0             | 0             | 3       | 0       | 0       | 6     | 0     | 0     |
| 2023                  | Japon                 | -                          | -              | -              | -              | CdM 2026      | 2             | 5             | 0             | 5       | 2       | 0       | 7     | 7     | 0     |
| 2024                  | Japon                 | Coupe d'Asie 2023          | 5              | 4              | 0              | CdM 2026      | 6             | 3             | 1             | -       | -       | -       | 11    | 7     | 1     |
| 2025                  | Japon                 | -                          | -              | -              | -              | CdM 2026      | 2             | 0             | 0             | -       | -       | -       | 2     | 0     | 0     |
| Total sur la carrière | Total sur la carrière | Total sur la carrière      | 12             | 4              | 0              | -             | 12            | 8             | 1             | 8       | 2       | 0       | 32    | 14    | 1     |

### Liste des matches internationaux
| Matches internationaux de Naomichi Ueda | Matches internationaux de Naomichi Ueda | Matches internationaux de Naomichi Ueda    | Matches internationaux de Naomichi Ueda | Matches internationaux de Naomichi Ueda | Matches internationaux de Naomichi Ueda | Matches internationaux de Naomichi Ueda                           |
|                                         | Date                                    | Lieu                                       | Adversaire                              | Résultat                                | Compétition                             | Notes                                                             |
| --------------------------------------- | --------------------------------------- | ------------------------------------------ | --------------------------------------- | --------------------------------------- | --------------------------------------- | ----------------------------------------------------------------- |
| 1.                                      | 17 juin 2019                            | Estádio do Morumbi, São Paulo, Brésil      | Chili                                   | 0 - 4                                   | Copa América 2019                       | Titulaire et remplacé par Shinji Okazaki à la 79e minute de jeu.  |
| 2.                                      | 20 juin 2019                            | Arena do Grêmio, Porto Alegre, Brésil      | Uruguay                                 | 2 - 2                                   | Copa América 2019                       | Entré en jeu à la place de Hiroki Abe à la 67e minute de jeu.     |
| 3.                                      | 24 juin 2019                            | Mineirão, Belo Horizonte, Brésil           | Équateur                                | 1 - 1                                   | Copa América 2019                       | Entré en jeu à la place de Shinji Okazaki à la 66e minute de jeu. |
| 4.                                      | 10 décembre 2019                        | Busan Gudeok Stadium, Pusan, Corée du Sud  | Chine                                   | 1 - 2                                   | Coupe d'Asie de l'Est 2019              | Titulaire.                                                        |
| 5.                                      | 14 décembre 2019                        | Busan Gudeok Stadium, Pusan, Corée du Sud  | Hong Kong                               | 5 - 0                                   | Coupe d'Asie de l'Est 2019              | Entré en jeu à la place de Koki Ogawa à la 84e minute de jeu.     |
| 6.                                      | 18 décembre 2019                        | Stade Asiade de Pusan, Pusan, Corée du Sud | Corée du Sud                            | 1 - 0                                   | Coupe d'Asie de l'Est 2019              | Titulaire.                                                        |
| 7.                                      | 24 mars 2022                            | Stadium Australia, Sydney, Australie       | Australie                               | 0 - 2                                   | Éliminatoires Coupe du monde 2022       | Entré en jeu à la place de Takuma Asano à la 64e minute de jeu.   |
| 8.                                      | 29 mars 2019                            | Stade Saitama 2002, Saitama, Japon         | Vietnam                                 | 1 - 1                                   | Éliminatoires Coupe du monde 2022       | Titulaire.                                                        |
| 9.                                      | 10 juin 2019                            | Stade du parc Misaki, Kōbe, Japon          | Ghana                                   | 4 - 1                                   | Match amical                            | Titulaire et remplacé par Daizen Maeda à la 80e minute de jeu.    |